# Ruta N

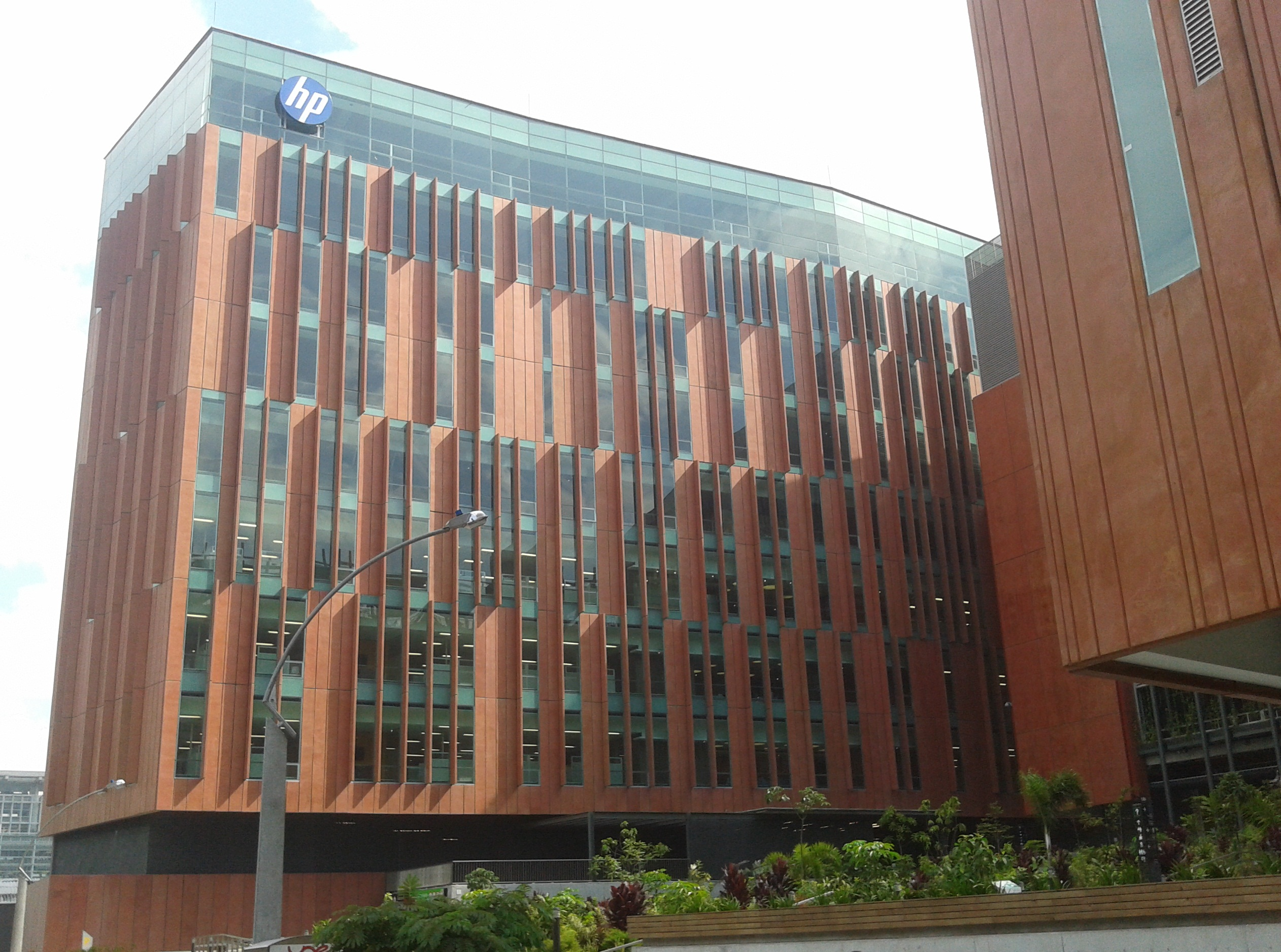
El Complejo Ruta N está ubicado en el barrio Sevilla, de Medellín, al lado de la Universidad de Antioquia.

La Corporación Ruta N (más conocida como Ruta N) es una entidad pública, sin ánimo de lucro, que pertenece a la Alcaldía de Medellín, UNE y EPM. Se creó con el ánimo de consolidar una economía del conocimiento en la ciudad para generar condiciones que favorezcan los negocios y el emprendimiento, apoyándose en las instituciones locales existentes.
Este centro de innovación y negocios se encuentra ubicado en el norte de la ciudad, donde se concentrará el Distrito Tecnológico de Medellín. Sus oficinas están conformadas por tres edificios, uno de ellos dedicado al Centro Global de Servicios de la multinacional Hewlett-Packard.

## Historia
La Corporación Ruta N nace en el año 2009, durante la administración del entonces alcalde de Medellín, Alonso Salazar Jaramillo. 
Para lograr la formulación del distrito tecnológico, se tiene como modelo el proyecto Distrito 22@ de Barcelona, pues desde el año 2000 viene ejecutando una estrategia parecida.